# Peinture sur soie représentant un homme chevauchant un dragon

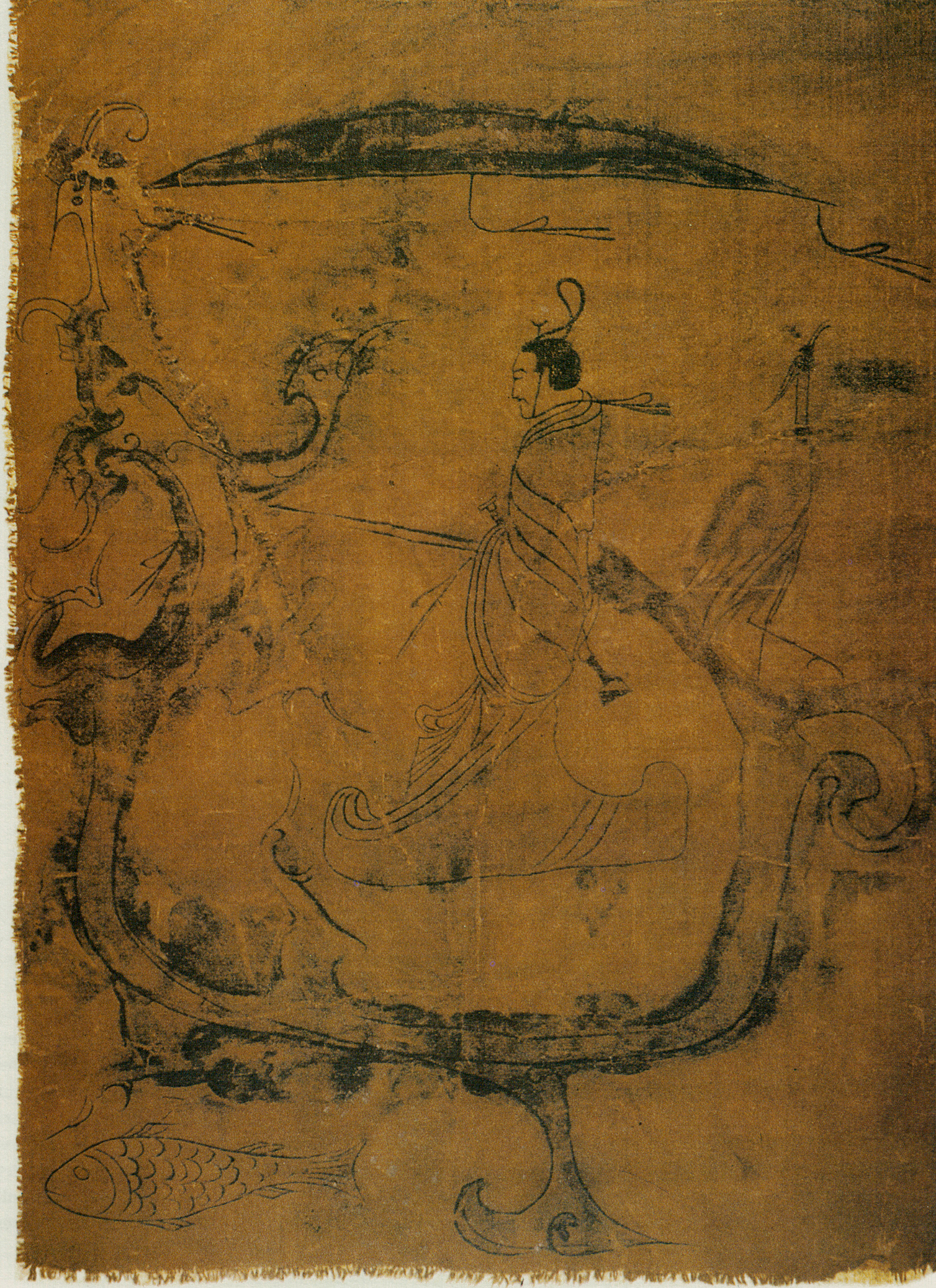
Peinture sur soie représentant un homme chevauchant un dragon, datée du

La peinture sur soie représentant un homme chevauchant un dragon (人物御龍帛畫) est une peinture chinoise sur soie de la Période des Royaumes combattants (475-221 av. J.-C.). Il a été découvert dans la tombe n°1 de Zidanku à Changsha, province du Hunan en 1973. Désormais au musée du Hunan, c'est l'une des « reliques culturelles chinoises interdites d'exposition à l'étranger », annoncée par le gouvernement chinois en 2002.
La peinture est de forme rectangulaire, 37 cm de longueur et 28 cm de largeur. Le tissu en soie est de couleur brun foncé avec un motif dessiné à la ligne noire. C'est à la fois l'une des plus anciennes peintures chinoises et l'une des plus anciennes peintures sur soie existantes.

## Description
Un homme avec une épée chevauche un dragon en tenant la rêne. Le corps du dragon avait la forme d'un bateau. Une petite aigrette se tient sur la queue du dragon. Une carpe sous le dragon ouvre la voie. L'ombrelle en haut au milieu de l'image montre la noblesse du propriétaire. L'œuvre est devenue associée au célèbre vers du poète Chu Qu Yuan tiré de son poème Shejiang (涉江, shèjiāng, « Mettre le pied dans la rivière »), « Porter une longue épée aux couleurs étranges; Porter une casquette haute de style qieyun. » (帶長鋏之陸離兮, 冠切雲之崔嵬)